# 해대형 잠수함

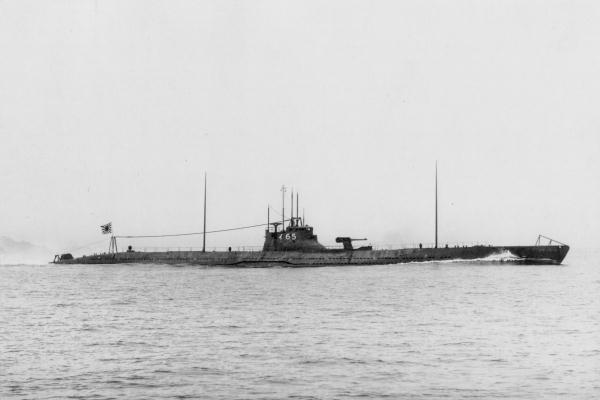

해대형 잠수함(일본어: 海大型潛水艦 카이다이가타센수이켄[*])은 일본 제국 해군의 1등잠수함종의 함급 중 하나이다. "해대"란 해군대형(海軍大型)이라는 의미다. 종류는 1형, 2형, 3형a, 3형b, 4형, 5형, 6형a, 6형b, 7형이 있다.

## 종류

### 1형
이호(伊號)제51잠수함 단 한척만이 존재한다. 1차세계대전 중 독일 유보트의 활약에 자극을 받아 일본해군도 잠수함의 정비를 실시했다. 이 계획이 1918년의 86함대안(案)이며 이 잠수함은 계획번호 S22로 함대결전용의 대형잠수함으로 구레해군공창에서 건조되었다. 일본해군의 잠수함 중에선 최초로 수상기의 탑재 및 발착시험을 실시했다. 1940년에 제적되었으며 전력은 없다.

### 2형
이호 제152잠수함 한척만이 존재하며 51잠수함과 마찬가지로 86함대안으로 계획되었고 계획번호는 S25. 1925년 구레해군공창에서 준공되었고 준공당시엔 이호 제52잠수함이었으나, 1942년에 152로 바뀌고 얼마 안되어 제적되었다.
제적된 이후는 해군잠수학교에서 연습함으로 쓰이다 전후 1946~1948년에 걸쳐 해체되었다.

### 3형a
이호 제153, 154, 155, 158잠수함이 있으며 계획번호는 S26이다. 1923년도 계획의 일환으로 1927~1928년에 걸쳐 153과 155는 구레, 154는 사세보, 158은 요코스카에서 건조되었으며 2형과 마찬가지로 준공 당시엔 53, 54, 55, 58이었으나 1942년에 100을 붙여서 개명하였다. 태평양전쟁 개전초기엔 4척 모두 통상파괴(通商破壞)를 목적으로 동남아시아 방면에 출격하여 7척의 상선을 격침시켰다. 미드웨이 해전등에도 참가하였으나 이미 구식잠수함이었기에 1942년 이후부터는 연습잠수함으로 쓰이다가 전후엔 해체, 침몰로 처분되었다.

### 3형b
이호 제156, 157, 159, 60, 63잠수함이 있으며 역시 1923년도 계획의 일환이며 계획번호는 S27이다. 3형a와 비교하면 함수의 형상을 보다 날카롭게 하여 파도를 해치고 가는 능파성(凌波性)을 개선한 점이 있다. 1928년부터 1930년에 걸쳐 156, 157이 구레, 159가 요코스카, 60, 63이 사세보에서 건조되었다. 역시 2형, 3형a처럼 1942년 5월에 100을 붙여서 개명하였다. 3형a와 비슷하게 개전 초기에는 동남아시아에서 통상파괴임무를 수행했으며 미드웨이 해전에 참가, 그 이외엔 연습잠수함으로 쓰였다. 60은 1942년 순다 해협에서 영국구축함과 교전 중 격침당했고, 63은 1939년 60과의 충돌로 침몰했다. 나머지 잠수함 3척은 모두 종전 후 침몰처분되었다.

### 4형
1923년도 계획의 12척 중 마지막 함형의 3척인 이호 제61, 162, 164잠수함이 있다. 계획번호는 S28. 1929~1930년에 걸쳐서 61, 162는 고베, 164는 구레에서 건조되었다. 1941년에 61이 훈련도중 침몰, 남은 두척은 태평양전쟁 중엔 통상파괴임무에 종사했다. 1942년 5월 20일에 번호에 100을 붙이게 되었는데 164가 5월 17일에 규슈남쪽에서 미잠수함 트라이튼의 공격으로 침몰했고 25일에 침몰사실을 인정했다.남은 162도 전후에 침몰처분되었다.

### 5형
1927년도 예산으로 3척이 건조, 1932년에 준공되었으며 계획번호는 S29. 이호 제165잠수함이 구레, 166이 사세보, 67이 고베에서 건조되었고 역시 1942년에 번호에 100을 더했다. 1940년에 67이 훈련도중 급속잠항실패로 침몰했고, 남은 2척은 통상파괴임무에 종사했다. 네덜란드 잠수함을 격침시키기도 했는데, 1944년에 166이 말라카 해협에서 영국잠수함의 공격으로 침몰하고 1945년에는 165도 항공기의 폭격으로 격침당했다.

### 6형a
런던군비축소조약후인 1930년도의 제1차 군비보충계획(마루1계획)으로 6척이 건조되었고 1932~1937년에 걸쳐 준공되었다. 계획번호는 S31.
역시 1942년 5월 20일에 번호에 100을 붙였다.
- 이호 제168잠수함 (1934년 구레에서 준공) 미드웨이 해전에서 미국의 항공모함 요크타운을 격침시켰다. 1943년 라바울 북쪽에서 미잠수함 스캠프의 공격으로 침몰.
- 이호 제169잠수함 (1935년 고베에서 준공) 1944년 추크 제도에서 사고로 침몰.
- 이호 제70잠수함 (1935년 사세보에서 준공) 1941년 하와이 부근에서 함재기의 공격으로 침몰.
- 이호 제171잠수함 (1935년 고베에서 준공) 1944년 부카섬 부근에서 미구축함의 폭뢰공격으로 침몰.
- 이호 제172잠수함 (1937년 고베에서 준공) 1942년 11월 마키라섬 부근에서 미소해구축함의 폭뢰공격으로 침몰.
- 이호 제73잠수함 (1937년 고베에서 준공) 1942년 1월 진주만 부근에서 미구축함의 공격을 받고 침몰.

### 6형b
제2차 군비보충계획(마루2계획)으로 2척이 건조되었고 1938년에 준공했다. 계획번호는 S34. 6형a와 비교하면 잠항심도와 항속거리의 증대를 하였다는 점이 있다. 이호 제174, 175잠수함이 있으며 각각 사세보와 고베에서 준공되었다. 175는 미국의 호위항모를 격침시키기도 했는데, 1944년 두 척 모두 침몰했다.

### 7형
1939년도의 제4차 군비보충계획(마루4계획)으로 10척이 건조되었고, 1942~1943년에 걸쳐 준공했다. 계획번호는 S41. 주로 솔로몬 제도, 뉴기니, 사이판 방면에서 통상파괴임무를 수행하며 상선 및 유조선을 격침시켰다.
- 이호 제176잠수함 (1942년 구레에서 준공) 1944년 부카섬 동남쪽에서 미구축함의 공격으로 침몰.
- 이호 제177잠수함 (1942년 고베에서 준공) 1944년 팔라우 부근에서 미호위구축함의 공격으로 침몰.
- 이호 제178잠수함 (1942년 고베에서 준공) 1943년 호주 동쪽에서 침몰.
- 이호 제179잠수함 (1943년 6월 18일 고베에서 준공) 1943년 7월 14일 이요나다 해역에서 사고로 침몰.
- 이호 제180잠수함 (1943년 요코스카에서 준공) 1944년 알류샨 열도에서 미호위구축함의 공격으로 침몰.
- 이호 제181잠수함 (1943년 구레에서 준공) 1944년 귀디어그 해역에서 구축함, 어뢰정과 교전 중 침몰.
- 이호 제182잠수함 (1943년 5월 10일 요코스카에서 준공) 1943년 9월 3일 뉴헤브라이즈 방면에서 미호위구축함의 공격으로 침몰.
- 이호 제183잠수함 (1943년 고베에서 준공) 1944년 시코쿠 방면에서 미잠수함의 공격으로 침몰.
- 이호 제184잠수함 (1943년 요코스카에서 준공) 1944년 사이판에서 함재기의 공격으로 침몰.
- 이호 제185잠수함 (1943년 요코스카에서 준공) 1944년 사이판에서 미구축함들의 공격으로 침몰.

## 참고 문헌
- 근대세계함선사전[쪽 번호 필요]